# Ахмадалиев, Муроджон Кахарович
Муроджо́н Каха́рович Ахмадали́ев (узб. Murodjon Qahor o'g'li Axmadaliyev; 2 ноября 1994 года, Чуст, Наманганская область, Узбекистан) — узбекский профессиональный боксёр, чемпион Азии-2017 среди любителей. Первый объединённый чемпион мира из Узбекистана, завоевавший два титула (WBA и IBF) за рекордные 8 боев. Действующий временный чемпион по версии WBA втором легчайшем весе (до 55,3 кг). Обязательный претендент по версии WBA во втором легчайшем весе (до 55,3 кг)

## Биография
Цитата: «В спортзал привел меня отец. Почему-то сразу понравился бокс. Лет пять-шесть занимался в Чусте, в спортшколе № 27. Первый тренер — Тулкин Киличев. Сейчас со мной работают Тулкин Киличев и Рустам Саидов — главный тренер сборной Узбекистана».
В 2017 году окончил Узбекский государственный институт физической культуры в Ташкенте, факультет спортивных единоборств.

## Карьера в любителях
2012 — Серебряный призёр чемпионата мира среди юниоров 2012 (Ереван, Армения) в весе 49 кг.
2013 — Чемпион Узбекистана, победитель Кубка губернатора Санкт-Петербурга и участник чемпионата Азии среди юниоров 2013 (до 49 кг).
2014 — Чемпион Узбекистана, победитель Мемориала Сиднея Джексона и участник Летних Азиатских игр 2014 года.
2015 — Серебряный призёр чемпионата мира в Дохе (Катар) и Азии в Бангкоке (Таиланд), победитель 66-го Кубка Странджа (София, Болгария).
2016 — Бронзовый призёр Олимпийских игр 2016 в Рио-де-Жанейро (Бразилия) в весе 56 кг.
2017 — Чемпион Азии 2017 в Ташкенте (Узбекистан).
После чемпионата мира 2017 года вместе с Шахрамом Гиясовым перешёл в профессиональный бокс, вместе с тем продолжает готовиться к Олимпийским играм 2020 года.

## Профессиональная карьера
3 марта 2018 года в Нью-Йорке промоутерская компания Андрея Рябинского «Мир Бокса» подписала эксклюзивные промоутерские контракты с двумя перспективным боксерами-любителями из Узбекистана, серебряным и бронзовым призёрами Олимпиады-2016: 24-летним Шахрамом Гиясовым и 23-летним Ахмадалиевым. Менеджером обоих стал Вадим Корнилов, а тренером — Джоел Диаз. Оба боксёра начали профессиональную карьеру 10 марта 2018 года досрочными нокаутами на сцене старого нью-йоркского театра Kings Theatre в Бруклине. Ахмадалиев выиграл нокаутом уже в первом раунде ударом в печень (body-shot) у аргентинского боксёра Давида Паза (4-4-1). С рекордом в (6-0, 6 КО) стал обязательным претендентом на бой по линии WBA с чемпионом Романом.

#### Чемпионский бой с Дэниелом Романом
30 января 2020 года вышел в статусе обязательного претендента по линии WBA на объединенного чемпиона второго легчайшего веса (до 55,3 кг) Даниела Романа по очкам и завладел поясами IBF и WBA в Майями (США). 
Защитил титул против Риёсуке Ивасу и против мексиканца Хосе Веласкес. Предпоследний бой он провёл 25 июня 2022 года против американского бойца Ронни Риоса. Муроджон одержал победу нокаутом 12 ом раунде и третий раз защитил титулы. 

#### Бой с Марлоном Тапалесом
9 апреля 2023 года в Сан Антонио (США) потерпел поражение на равном бою против обязательного претендента Марлона Тапалеса и потерял все титулы. Бой начался не спешно, оба бойца левши устроили перестрелку джебами в которой был лучше претендент. Стартовые раунды остались за Тапалесом который отметился более жёстким боксом, агрессивной манерой и хорошими попаданиями. До середины боя у филиппинца было преимущество за счёт джеба. Такой ход боя отмечали и два из трех судей, а 8-й раунд был отдан ими претенденту единогласно. Во второй половине Ахмадалиев взвинтил темп, Тапалес выглядел уставшим, пропускал в разменах и оба были очень измотанными. Очкового задела в начале боя хватило филиппинцу чтобы отобрать титулы: 115—113 (дважды) и невероятные 118—110 в пользу Ахмадалиева.

#### Элиминатор с Кевином Гонсалесом
Потеряв титулы в бою с Тапалесом вновь вышел на претендентский бой по линии WBA через 8 месяцев. Соперником выступил мексиканский проспект Кевин Гонсалес (26-0-1, 13 КО). Командам не удалось договориться и бой был выставлен на торги, где победил промоутер Ахмадалиева Эдди Херн. Гонорары соперники поделили поровну. Бой прошел в Глендейле, США в середине декабря 2023 года и закончился победой Муроджона нокаутом в 8-м раунде. Стартовый раунд можно отдать мексиканцу, а вот дальше Ахмадалиев прибрал бой к рукам - он работает на опыте и выглядит явно предпочтительней читая соперника. В 6-м раунде Гонсалес два раза оказывается в нокдауне, Ахмадалиев просто устал при попытке добивания. В конце 8-го раунда мексиканец снова два раза оказался на полу, после чего рефери остановил односторонний бой. Муроджон стал обязательным претендентом на пояс WBA который принадлежит абсолютному чемпиону мира Наоя Иноуэ.

#### Бой за временный титул WBA с Эспиносой
В октябре 2024 года команда юристов Ахмадалиева предупредила абсолютного чемпиона, что готовится к судебному разбирательству и лишению Иноуэ чемпионского титула WBA ввиду выбора в соперники и ведения переговоров с обязательным претендентом от IBF австралийцем Сэмом Гудманом, а не Ахмадалиевым. Адвокат Ахмадалиева напомнил о том, что Иноуэ провёл уже два боя с тех пор, как в WBA назначили Муроджона обязательным претендентом. Гудман завоевал статус обязательного претендента на полгода раньше, чем это сделал Ахмадалиев.  
Чтобы не простаивать Муроджон сразился за вакантный временный пояс WBA 14 декабря 2024 года. Соперником стал Рикардо Эспиноса (30-4, 25 КО) из Мексики. Первый и второй раунд были бедны на события, бойцы присматривались друг к другу, но узбек был более точен. В 3-м раунде после левого прямого мексиканец оказался в нокдауне, затем последовало ещё два падения в размене ударами и рефери прекратил бой зафиксировав победу нокаутом Муроджона. Сразу после победы Ахмадалиев в очередной раз бросил вызов доминатору дивизиона Иноуэ. Японский чемпион почти сразу ответил, чтобы Ахмадалиев ждал своей очереди. 

#### Бой с Луисом Кастильо
30 мая 2025 года провел в Гвадалахаре (Мексика) промежуточный бой в вечере Эдди Хирна. Соперником стал 29-летний не рейтинговый Луис Кастильо (31-7, 20 КО). Первые два раунда ушли на разведку, было видно что Мураджон никуда не торопится. Мексиаец действует читаемо и размашисто. В 4-м  раунде мексиканец начал избегать боя и жаться к канатам. В конце этой трехминутки рефери ошибочно не отсчитал нокдаун Кастильо. В 5-м раунде за секунды до конца у Мураджона прошёл удар по корпусу, после которого Кастильо взял колено. В 6-м раунде от бокового снова оказался в нокдауне. В 8-м Ахмадалиев попал мощным правым и начал затяжную серию попаданий. Рефери видя состояние соперника остановил бой на ногах. 

#### Бой с Наоя Иноуэ
14 сентября 2025 года в Нагое, (Япония) проведёт отложенный бой с абсолютным чемпионом Наоя Иноуэ за все пояса во втором легчайшем весе

## Таблица профессиональных поединков
В таблице перечислены результаты всех поединков боксёров.
В каждой строке указан результат поединка. Дополнительно номер поединка обозначен цветом, который обозначает итог поединка. Расшифровка обозначений и цветов представлена в нижеследующей таблице.
| Пример | Расшифровка                     |
| ------ | ------------------------------- |
|        | Победа                          |
|        | Ничья                           |
|        | Поражение                       |
|        | Планируемый поединок            |
|        | Поединок признан несостоявшимся |
| КО     | Нокаут                          |
| ТКО    | Технический нокаут              |
| PTS    | Решение судей (по очкам)        |
| UD     | Единогласное решение судей      |
| MD     | Решение большинства судей       |
| SD     | Раздельное решение судей        |
| RTD    | Отказ от продолжения боя        |
| DQ     | Дисквалификация                 |
| NC     | Поединок признан несостоявшимся |

| 15 поединков, 14 побед (11 нокаутом), 1 поражение. | 15 поединков, 14 побед (11 нокаутом), 1 поражение. | 15 поединков, 14 побед (11 нокаутом), 1 поражение. | 15 поединков, 14 побед (11 нокаутом), 1 поражение. | 15 поединков, 14 побед (11 нокаутом), 1 поражение. | 15 поединков, 14 побед (11 нокаутом), 1 поражение. | 15 поединков, 14 побед (11 нокаутом), 1 поражение.                                                                                           |
| Бой                                                | Рекорд                                             | Дата                                               | Соперник                                           | Место боя                                          | Результат                                          | Комментарии |
| -------------------------------------------------- | -------------------------------------------------- | -------------------------------------------------- | -------------------------------------------------- | -------------------------------------------------- | -------------------------------------------------- | --- |
| 16                                                 |                                                    | 14 сентября 2025                                   | Наоя Иноуэ (30-0)                                  | IG Arena, Нагоя, Япония                            | (12)                                               | Бой за звание абсолютного чемпиона мира по версиям WBC, WBO (6-я защита Иноуэ), WBA, IBF, The Ring (5-я защита Иноуэ) во 2-м легчайшем весе. |
| 15                                                 | 14-1                                               | 30 мая 2025                                        | Луис Кастильо (31-6)                               | Domo Alcalde, Гвадалахара, Мексика                 | TKO 3 (12), 2:59                                   | |
| 14                                                 | 13-1                                               | 14 декабря 2024                                    | Рикардо Эспиноса (30-4)                            | Salle des Étoiles, Монте-Карло, Монако             | KO 8 (10), 2:05                                    | Завоевал титул временного чемпиона мира по версии WBA во 2-м легчайшем весе. Эспиноса в 2-х нокдаунах в 3-м раунде.                          |
| 13                                                 | 12-1                                               | 16 декабря 2023                                    | Кевин Гонсалес (26-0-1)                            | Desert Diamond Arena, Глендейл, США                | TKO 8 (12), 2:49                                   | Претендентский бой по версии WBA. Гонсалес два раза в нокдауне в 6-м и 8-м раундах                                                           |
| 12                                                 | 11-1                                               | 8 апреля 2023                                      | Марлон Тапалес (36-3)                              | Boeing Center at Tech Port, Сан-Антонио, США       | SD 12                                              | Бой за титул чемпиона мира по версиям WBA-Super и IBF (4-я защита Ахмадалиева) во 2-м легчайшем весе. Счёт судей: 118-110, 113-115, 113-115. |
| 11                                                 | 11-0                                               | 25 июня 2022                                       | Ронни Риос (33-3)                                  | Port San Antonio, Сан-Антонио, США                 | TKO 12 (12), 2:06                                  | Защитил титул чемпиона мира по версиям WBA-Super и IBF (3-я защита Ахмадалиева) во 2-м легчайшем весе.                                       |
| 10                                                 | 10-0                                               | 19 ноября 2021                                     | Хосе Веласкес (29-6-2)                             | SNHU Arena, Манчестер, США                         | UD 12                                              | Защитил титул чемпиона мира WBA-Super и IBF (2-я защита Ахмадалиева) во 2-м легчайшем весе. Счёт судей: 119-109 (трижлы).                    |
| 9                                                  | 9-0                                                | 3 апреля 2021                                      | Росуке Иваса (27-3)                                | Humo Arena, Ташкент, Узбекистан                    | TKO 5 (12), 1:30                                   | Защитил титул чемпиона мира по версиям WBA-Super и IBF (1-я защита Ахмадалиева) во 2-м легчайшем весе.                                       |
| 8                                                  | 8-0                                                | 30 января 2020                                     | Даниэль Роман (27-2-1)                             | Meridian at Island Gardens, Майами, США            | SD 12                                              | Завоевал титул чемпиона мира по версиям WBA-Super и IBF. Счёт судей: 113-115, 115-113 (дважды).                                              |
| 7                                                  | 7-0                                                | 13 сентября 2019                                   | Уинер Сото (22-6)                                  | Madison Square Garden Theater, Нью-Йорк, США       | ТКО 4 (10)                                         | |
| 6                                                  | 6-0                                                | 26 апреля 2019                                     | Карлос Карлсон (23-5-0)                            | Forum, Инглвуд, США                                | КО 3 (8)                                           | |
| 5                                                  | 5-0                                                | 24 ноября 2018                                     | Айзек Зарате (16-3-3)                              | Mark G. Etess Arena, Атлантик Сити, США            | TКО 9 (10)                                         | Бой за звание WBA Inter-Continental во 2-м легчайшем весе (1 защита Ахмадалиева).                                                            |
| 4                                                  | 4-0                                                | 23 августа 2018                                    | Рамон Контрерас (15-6-0)                           | The Hangar, Коста-Меса, США                        | КО 1 (8), 0:77                                     | Выиграл вакантный WBA Inter-Continental во 2-м легчайшем весе.                                                                               |
| 3                                                  | 3-0                                                | 14 июля 2018                                       | Луис Фернандо Молина (7-4-1)                       | Florentine Gardens, Лос-Анджелес, США              | UD 6                                               | Счёт судей: 59-53 (трижды). |
| 2                                                  | 2-0                                                | 21 апреля 2018                                     | Карлос Гастон Суарес (7-4-3)                       | Kings Theatre, Бруклин, США                        | TKO 4 (6)                                          | |
| 1                                                  | 1-0                                                | 10 марта 2018                                      | Давид Паз (4-4-1)                                  | Kings Theatre, Бруклин, США                        | KO 1 (6), 0:50                                     | Профессиональный дебют. |
| Бой                                                | Рекорд                                             | Дата                                               | Соперник                                           | Место боя                                          | Результат                                          | Комментарии |